# Chloroclystis aquosata
Chloroclystis aquosata är en fjärilsart som beskrevs av Felder 1875. Chloroclystis aquosata ingår i släktet Chloroclystis och familjen mätare. Inga underarter finns listade i Catalogue of Life.